# Gutshaus Klein Strömkendorf

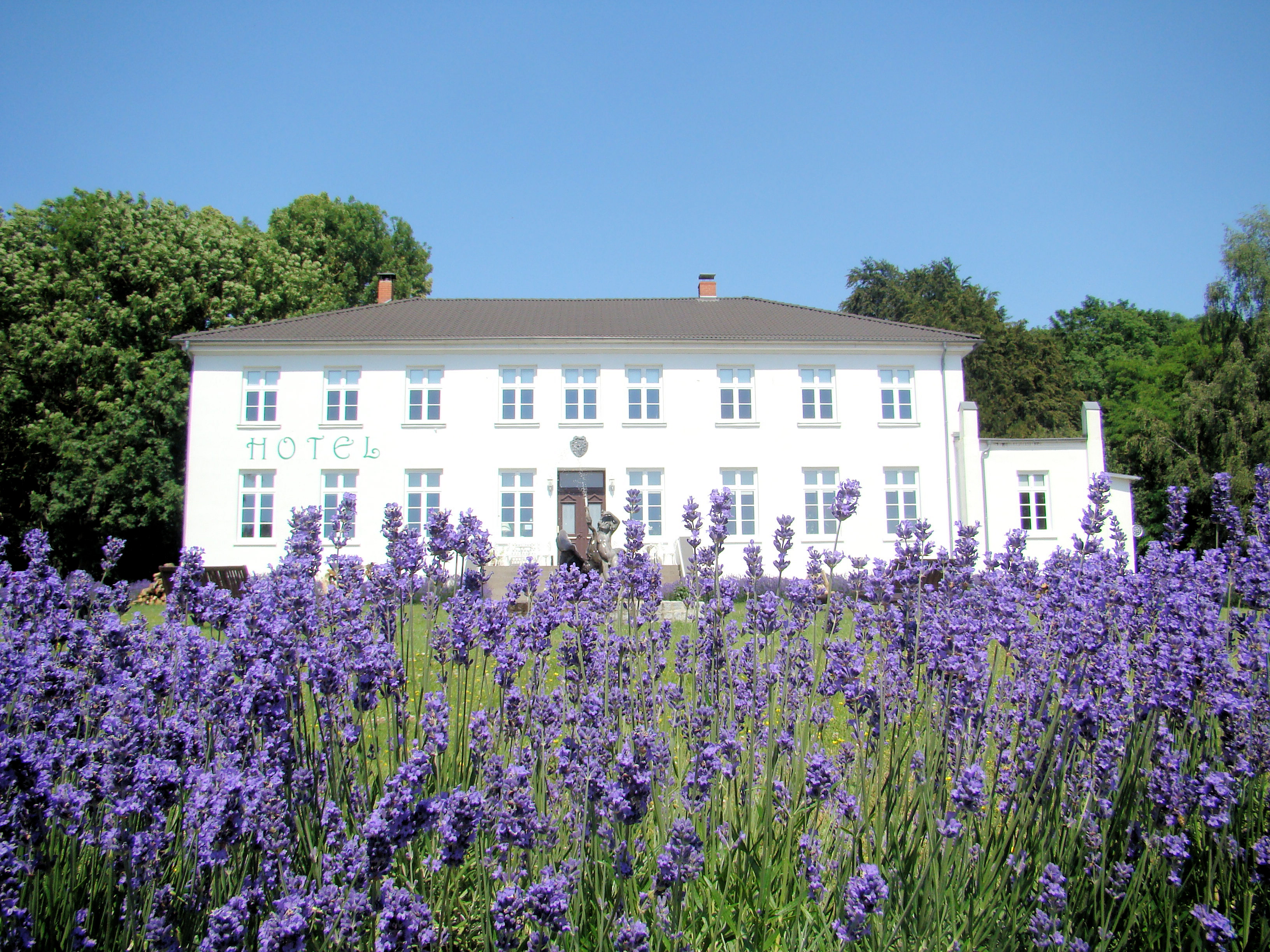
Gutshaus Klein Strömkendorf

Das Gutshaus Klein Strömkendorf (auch Ostsee-Gutshaus genannt) befindet sich in der Gemeinde Am Salzhaff in Klein Strömkendorf im Landkreis Rostock in Mecklenburg-Vorpommern.

## Architektur
Das Gutshaus ist ein zweigeschossiger, verputzter Backsteinbau. Die Grundsteinlegung des heutigen sanierten Gebäudes erfolgte 1841; es wurde 1850 fertiggestellt. Stilistisch finden sich am später errichteten Anbau zum Kellerabgang Formen des Neu-Tudorstils. Eine ursprünglich erstellte Dachgaube wurde vor 1939 entfernt. Im Originalzustand erhalten sind das Kutschenhaus sowie der Pferde- und Rinderstall.

## Geschichte
Die erste urkundliche Erwähnung wurde am 3. Mai 1296 verzeichnet; es wurde von den Brüdern Heinrich II. von Mecklenburg (der Löwe) (1266–1329) und Tamme gekauft. Ab 1328 finden sich in Archiven erste Erwähnungen von Peter und Hinrik Oete von Klein-Strömkendorf und ab 1366 dann von Nicolaus Oete von Klein-Strömkendorf. Die Familie (von) der Lühe wird erstmals 1445 erwähnt. Nach dem Tod von Burghard von der Lühe auf Ilow ging das Gut 1525 auf seine Tochter Dorothea auf Lebenszeit durch Heirat an Joachim von Strahlendorff auf Preensberg (vor 1482–1572) über.
Im Jahr 1550 wurde Klein Strömkendorf nachweislich ritterlich geführt. Nach dem Tod von Dorothea von der Lühe fiel das Gut vor 1568 an Jürgen und Hans von der Lühe auf Thelkow, Költzow und Schulenburg. Wilhelm von Warnstedt (1570–1629) übernahm das Gut im Jahr 1607. Hauptmann Heinrich von Bülow erwarb 1772 Teile des Gutes und 1784 den Rest und verkaufte es 1789 an Hauptmann Carl August von Plessen aus dem Hause Renzow. 1792 erwarben die Brüder Karl August von Maydell und Major Georg Wilhelm von Maydell das Gut. Es wurde 1802 von Probst Johann Gottlieb Romberg (1741–1812), Pastor zu Alt Bukow, gekauft. Zu dieser Zeit umfasste das Gut acht Höfe. Ein Teil der Kommune ging 1810 in den Konkurs.

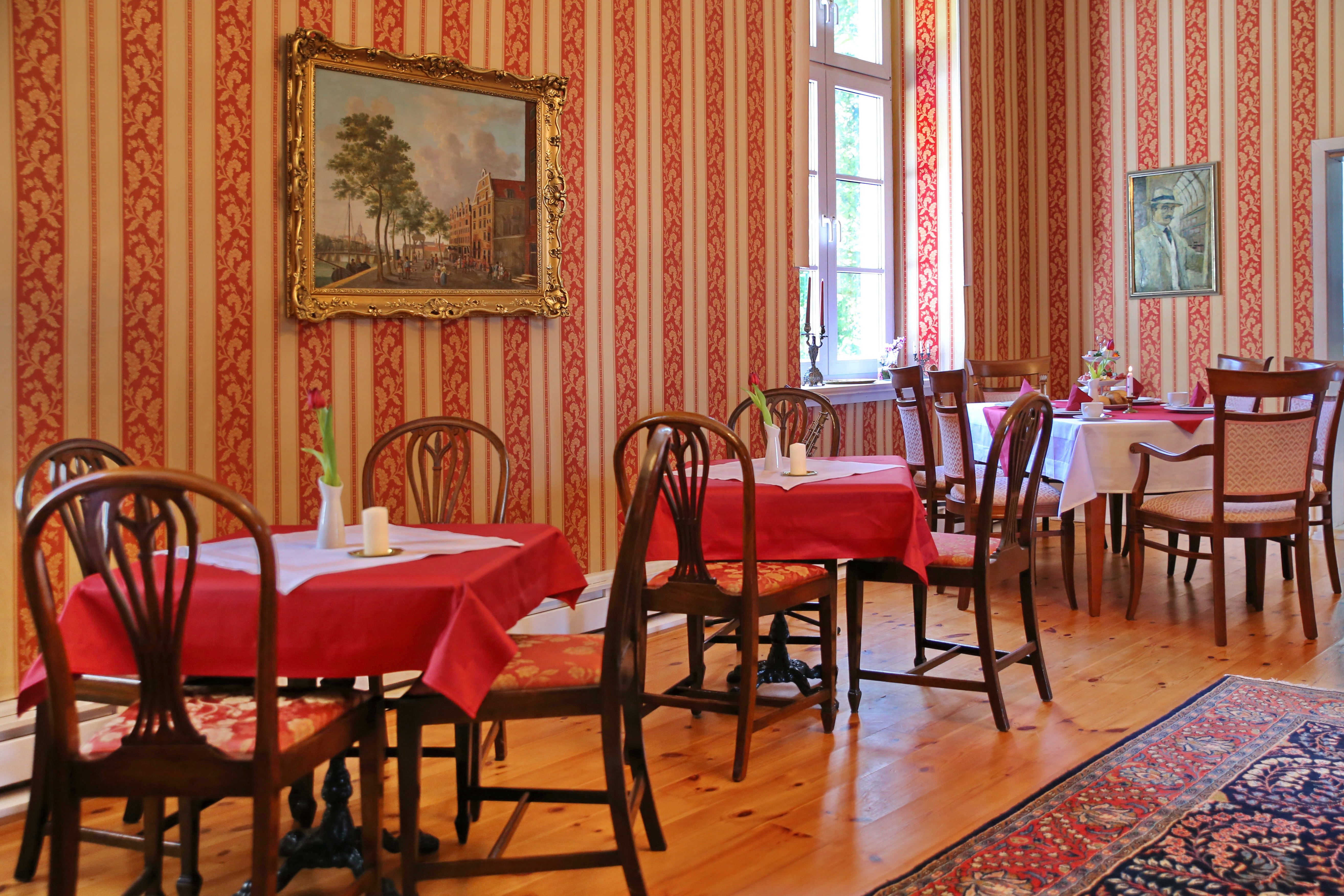
Frühstückssalon

Georg Philipp von Brocken (1798–1878) kaufte das Gut 1832 und veräußerte es 1839 an den Lübecker Kaufmann Georg Christoph Ludwig Staunau, der es für seinen Sohn Ernst Staunau erwarb. Von 1841 bis 1850 errichtete Ernst Straunau das heutige Gutshaus. Um 1928 beinhaltete das Rittergut des Rittmeisters d. R. a. D. Ernst Staunau konkret 344 ha, davon waren 20 ha Waldbesitz. Betrieben wurde unter anderem eine umfangreiche Schafsviehhaltung. Des Weiteren war der Gutsbesitzer an der Genossenschaft Neubukow beteiligt. Bis 1945 verblieb das Gut im Besitz der Familie Straunau. Es umfasste im Jahr 1888 7 ha Acker, 15 ha Wiesen, 7 ha Weiden, 13 ha Wald sowie 6,1 ha Gewässer und Umland; im Jahr 1921 umfasste es eine Fläche von ca. 344 ha.
Nach dem Zweiten Weltkrieg wurde die Familie Staunau enteignet und vertrieben. Das Gut diente bis zur Wende als Unterkunft für Flüchtlinge, Kindergarten, Kinderkrippe, LPG-Büro, Gemeindebüro sowie als Wohnhaus. Von 1990 bis 1998 stand es leer bis es vom Unternehmer Gerd Milanowski erworben und saniert wurde. Anschließend wurde es als Pension genutzt. 
Seit 2016 befindet es sich im Besitz von Thomas Petsch († 2017) und seiner Partnerin, der Saxophonistin Marita Gronau, und wird als Hotel geführt.

## Heutige Nutzung
Das Gutshaus wird heute als Hotel genutzt. Außerdem ist dort die Motorradsammlung von Petsch (Entwickler des Münch-Motorrades Mammut 2000) ausgestellt. Im Sommer finden zudem regelmäßig Veranstaltungen statt.

## Lehrpfad der unholdigen Personen

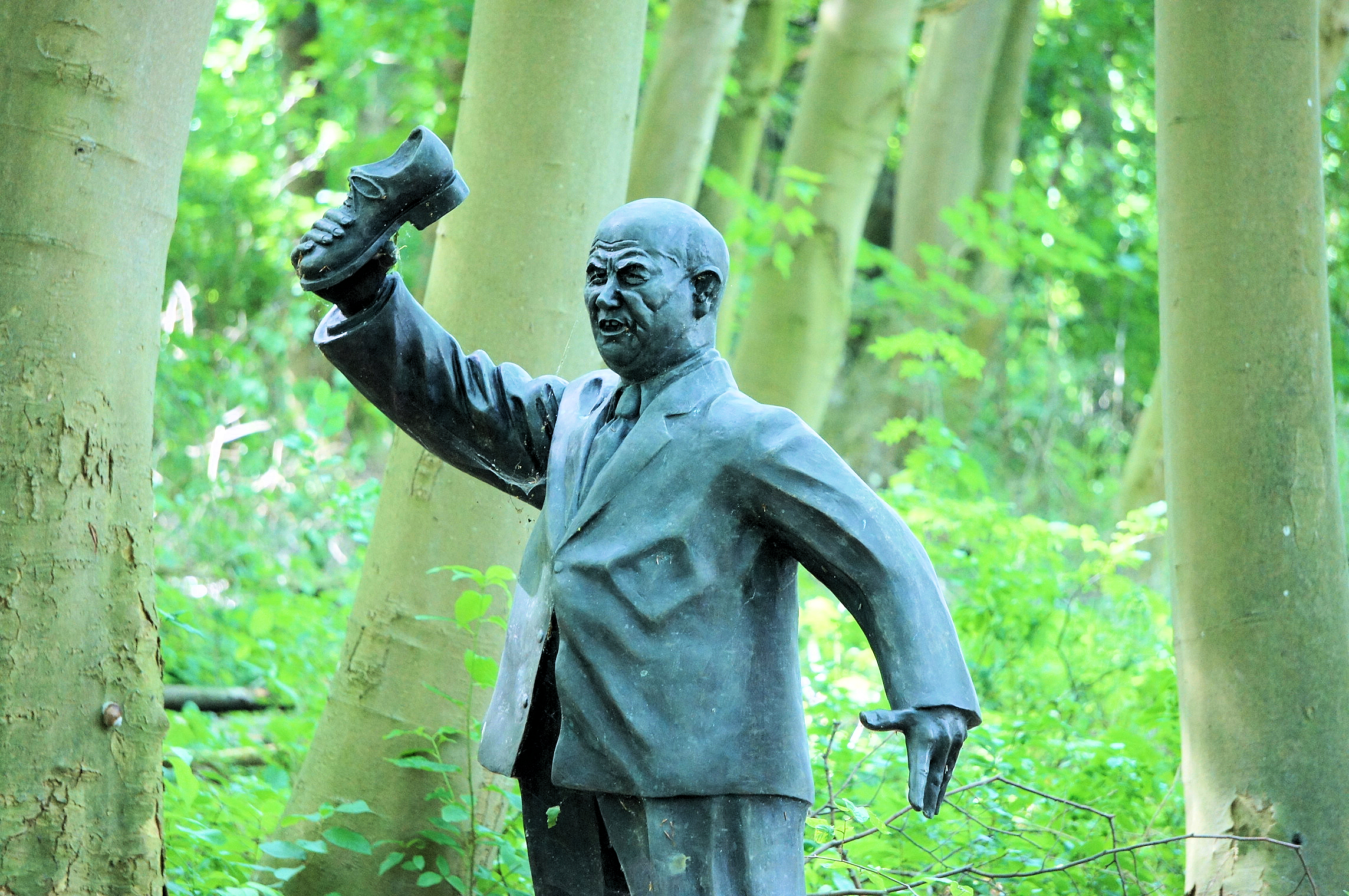
Skulptur von Nikita Chruschtschow auf dem „Lehrpfad der unholdigen Personen“im Gutspark

Im Gutswald entstand ein von Petsch und Gronau entworfener Kunstpfad namens Lehrpfad der unholdigen Personen (von Unhold). Dort stehen Statuen von George W. Bush, Nikita Chruschtschow, Recep Tayyip Erdoğan, Erich Honecker, Wladimir Iljitsch Lenin und Donald Trump.